# The Honeymoon Song
The Honeymoon Song est la chanson-titre du film hispano-britannique Honeymoon réalisé par Michael Powell, sorti en 1959. La musique est écrite par Mikis Theodorakis avec des paroles de l'écrivain William Sansom (en). Elle est interprétée par Marino Marini et publiée en 45 tours.

## Historique
Écrite par Theodorakis, le même qui composera la trame sonore du film Zorba the Greek en 1964, on entend The Honeymoon Song avec ses paroles en anglais lors du générique d'ouverture du film, interprétée par « Marino Marini and his Quartet ». Les arrangements sont de Wally Stott. Cette chanson sera publiée en 45 tours sur l'étiquette Durium Records (en) en 1959 avec la chanson Pimpollo en face B.

## Reprises

### The Beatles
Pistes inédites de Live at the BBC
To Know Her Is to Love Her Johnny B. Goode
Cette chanson a été reprise par les Beatles lors d'un de leurs passages dans les studios de la BBC. Le 16 juillet 1963, le groupe enregistre six chansons, dont celle-ci, pour le huitième épisode de leur émission radio Pop Go the Beatles (en) à être mise en onde le 6 août suivant. Elle est incluse sur leur album Live at the BBC publié en 1994.

#### Personnel
- Paul McCartney – chant, guitare basse
- John Lennon – guitare rythmique
- George Harrison – guitare solo
- Ringo Starr – batterie

### Autres versions et adaptations
En 1969, Paul McCartney a aussi produit la version de cette chanson par Mary Hopkin, qui apparaît sur son premier album Post Card (en).
La chanson a été enregistrée par Manuel and His Music of the Mountains (en)  en 1959 et en espagnol par  Paloma San Basilio en 45 tours et sur son album Grande en 1987 avec le titre Luna de miel.
Petula Clark l'a reprise en français cette fois sous « Lune de miel » pour son album « Prends mon cœur » paru en 1960.